# Борок (Підосиновський район)
Боро́к (рос. Борок) — присілок у складі Підосиновського району Кіровської області, Росія. Входить до складу Підосиновського міського поселення.
Населення становить 238 осіб (2010, 320 у 2002).
Національний склад станом на 2002 рік — росіяни 97 %.